# Benedito Amodei
Benedito Amodei (Bivona, 1583 — São Luís, 1647) foi um jesuíta de origem italiana a serviço da Companhia de Jesus na América Portuguesa.
Em 10 de abril de 1598, ingressou na Companhia de Jesus, no noviciado em Palermo.
Chegou ao Brasil em 1619, passando posteriormente ao então independente Estado do Maranhão em 1622, junto com o padre Luís Figueira, com o qual foi responsável pela catequese de indígenas.
Quando de seu falecimento, Amodei foi «reconhecido como homem santo», pois a ele foi atribuída a vitória sobre os invasores holandeses, em 1654, «por meio de suas orações, penitências, dom profético, intervenções milagrosas e exortações».